# Wanner Miller
Wanner Miller, född 22 juli 1987, är en friidrottare från Colombia. Han deltog vid olympiska sommarspelen 2012.